# 5010 TCN
5010 TCN là một năm trong lịch La Mã.